# Leucothyreus demetrius
Leucothyreus demetrius är en skalbaggsart som beskrevs av Ohaus 1918. Leucothyreus demetrius ingår i släktet Leucothyreus och familjen Rutelidae. Inga underarter finns listade i Catalogue of Life.